# Horst Kurnitzky
Horst Kurnitzky (* 23. August 1938 in Berlin; † 5. März 2021 ebenda) war ein deutscher Philosoph, Religionswissenschaftler und Architekt, der als freier Autor in Mexiko und Berlin lebte.

## Leben
Kurnitzky studierte Philosophie, Soziologie, deutsche Literatur und Religionswissenschaft in Frankfurt am Main und an der FU Berlin unter anderem bei Theodor W. Adorno, Max Horkheimer, Klaus Heinrich und  Peter Szondi. Er promovierte 1974 mit einer Arbeit über Die Triebstruktur des Geldes an der FU Berlin.
Kurnitzky arbeitete als Architekt und lehrte unter anderem an der FU Berlin und an Universitäten in Mexiko (UNAM, UAM). Er war auch Berater für Universitäten und Regierungen in Bolivien, Chile und Ecuador. Kurnitzky veröffentlichte Artikel und Aufsätze in den Zeitschriften Freibeuter, Kursbuch, Lettre International und der Frankfurter Rundschau. Er starb im März 2021 im Alter von 82 Jahren in Berlin.

## Veröffentlichungen (Auswahl)
- Versuch über Gebrauchswert: Zur Kultur des Imperialismus. Wagenbach, Berlin, 1970.
- Triebstruktur des Geldes: Ein Beitrag zur Theorie der Weiblichkeit. Wagenbach, Berlin, 1974 / 1980.
- Ödipus: Ein Held der westlichen Welt. Wagenbach, Berlin, 1978 / 1981.
- Presioso Dinheiro, Amor Verdadeiro: diálogo entre um racionalista e um realista. Apáginastantas, Lisboa, 1985.
- Der heilige Markt: Kulturhistorische Anmerkungen. Suhrkamp, Frankfurt am Main, 1994.
- Die unzivilisierte Zivilisation: Wie die Gesellschaft ihre Zukunft verspielt. Campus, Frankfurt am Main, 2002.
- Extravíos de la antropología mexicana. Fineo, México, D.F. - Monterrey, N.L., 2006.
- Museos en la sociedad del olvido. Consejo Nacional para la Cultura y las Artes, México, D.F., 2013.
- Querido dinero: Amor verdadero!, Una conversación entre un economista y un antropólogo. Kindle Direct Publishing, KDP, 2017.
- Extravíos de la antropología mexicana. Kindle Direct Publishing, KDP, tercera edición, 2017 / 2018.
- Der heilige Markt. Kindle Direct Publishing, KDP, Zweite Auflage, 2018.
- Triebstruktur des Geldes: Ein Beitrag zur Theorie der Weiblichkeit, Kindle Direct Publishing, KDP, 2018.
- La Estructura libidinal del Dinero. Kindle Direct Publishing, KDP, nueva edición, 2019.
- Querido dinero: Amor verdadero!, Una conversación entre una antropóloga y un economista. Kindle Direct Publishing, KDP, nueva edición, 2020.
- Bienvenido al Mundo Kitsch: o a la cursilería sin límites, Kindle Direct Publishing, KDP, 2020.